# Musée d'Art de Tartu
Le musée d'art de Tartu (en estonien Tartu Kunstimuuseum) est un musée d'art d’État à Tartu, Estonie. Fondé en 1940, il est le plus grand musée d'art situé au sud de l’Estonie.

## Présentation
La collection permanente regroupe l'art estonien ainsi que les productions étrangères liés à l'Estonie, du XVIIIe siècle à nos jours et comprend plus de 23 000 œuvres. 
Le musée présente des expositions temporaires créées à partir de la collection privée du musée, en coopération avec les musées et les galeries estoniennes et étrangères.
Les expositions sont présentées dans ce que l’on nomme la « Maison Penchée » située au 18, place de l'Hôtel de Ville (18, Place Raekoja) à Tartu.
Après avoir créé une nouvelle identité en 2015, l’appellation « Tartmus » est utilisée comme nom de référence.

## Histoire
L’Association artistique  « Pallas » crée en 1918 l’École supérieure d’Art, qui plus tard jouera un rôle déterminant dans l'enseignement de l'art local. Vingt ans après la formation de l'association « Pallas » s’imposa l’idée de créer un musée, et le 17 novembre 1940, le gouvernement de la ville de Tartu signa un décret pour la création du musée d’Art, à Suurturg 3 (aujourd’hui Place Raekoja, 3).
En 1941, le Musée national d'Ethnographie (aujourd’hui Musée national estonien) a donné au musée sa collection d'œuvres d'art du XXe siècle.
Durant la guerre, le musée a été évacué plusieurs fois dans les divers bâtiments. La situation la plus critique est survenue en 1943 quand, lors d'un bombardement, le bâtiment en briques à Lai 17, qui à l'époque abritait la collection, s'effondre. Cependant, la plupart du fonds a été sauvé. Après avoir déménagé plusieurs fois, en 1946 la collection s'est retrouvée sur les premier et deuxième étages du bâtiment situé au 14, Vallikraavi. Au fil du temps, le bâtiment a été réaménagé pour les besoins du musée. À ses débuts, il n’y avait qu’un dépôt et quelques salles d'expositions, mais en 1999, il a été décidé de fermer le bâtiment aux visiteurs pour une meilleure conservation des fonds.
Aujourd'hui le bâtiment abrite un dépôt, des bureaux administratifs, des salles de travail des employés, des ateliers de restauration, la bibliothèque et les archives.
Depuis 1988, les expositions du musée d’Art de Tartu sont organisées dans ce que l’on appelle la Maison Tombante, une annexe du musée située au 18, place de l'Hôtel de ville. Construit en 1793, le bâtiment appartenait autrefois à la noble famille Barclay de Tolly. Au fil du temps, le bâtiment commença à s'incliner d’un côté en raison de la différence des matériaux utilisés pour les fondations. Cependant, après la restauration menée par des experts polonais, le bâtiment a cessé de « pencher ».
Dans ce bâtiment de trois étages, se trouvent des expositions temporaires, une classe éducative et une librairie dédiée à la littérature spécialisée.

## Collection
Cette collection a débuté avec 133 œuvres, créées par des représentants de l’Association Artistique « Pallas ». La première entrée dans le catalogue du musée a été une œuvre picturale «Intérieur» (1937) de Ida Antona-Agu. Une partie importante de la collection, associée à l'héritage artistique de « Pallas », comprend des artistes tels que Nikolai Triik, Konrad Mägi, Ado Vabbe, Aleksander Vardi, Karin Luts et bien d’autres, conservée dans le musée.
Aussi présentent-ils ici les œuvres des figures les plus importantes de la scène artistique estonienne du XIXe siècle, tels que Johann Köhler de la période du réveil national, et une représentante des Allemands Baltiques Julia Hagen-Schwartz.
La collection du musée comprend également des œuvres de célèbres artistes russes et étrangers, par exemple : Nathalie Gontcharoff, Michel Larionov, Ivan Aïvazovski.
Aujourd’hui, les fonds du musée sont riches de plus de 23 000 œuvres. Cette collection se compose de peintures, de dessins, de sculptures, et d'art contemporain (photographie, art vidéo, art sonore, installations et documentation des performances). On peut voir également la collection sur le site du portail des musées Muis.

### Œuvres choisies

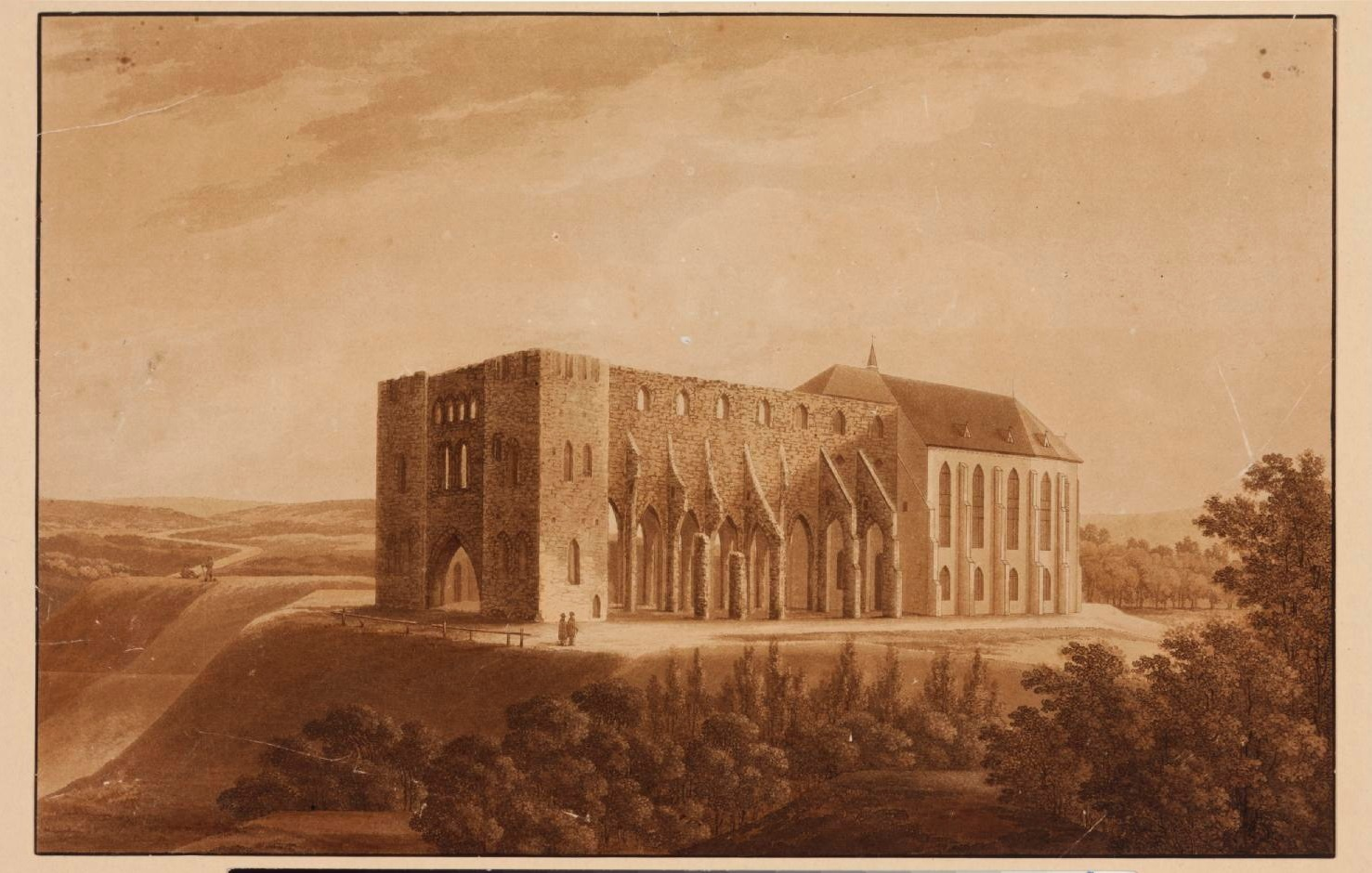
August Matthias Hagen (1794‒1878), Cathédrale de Tartu, sur la colline de Toome. Aquatinte, papier, avant 1825.
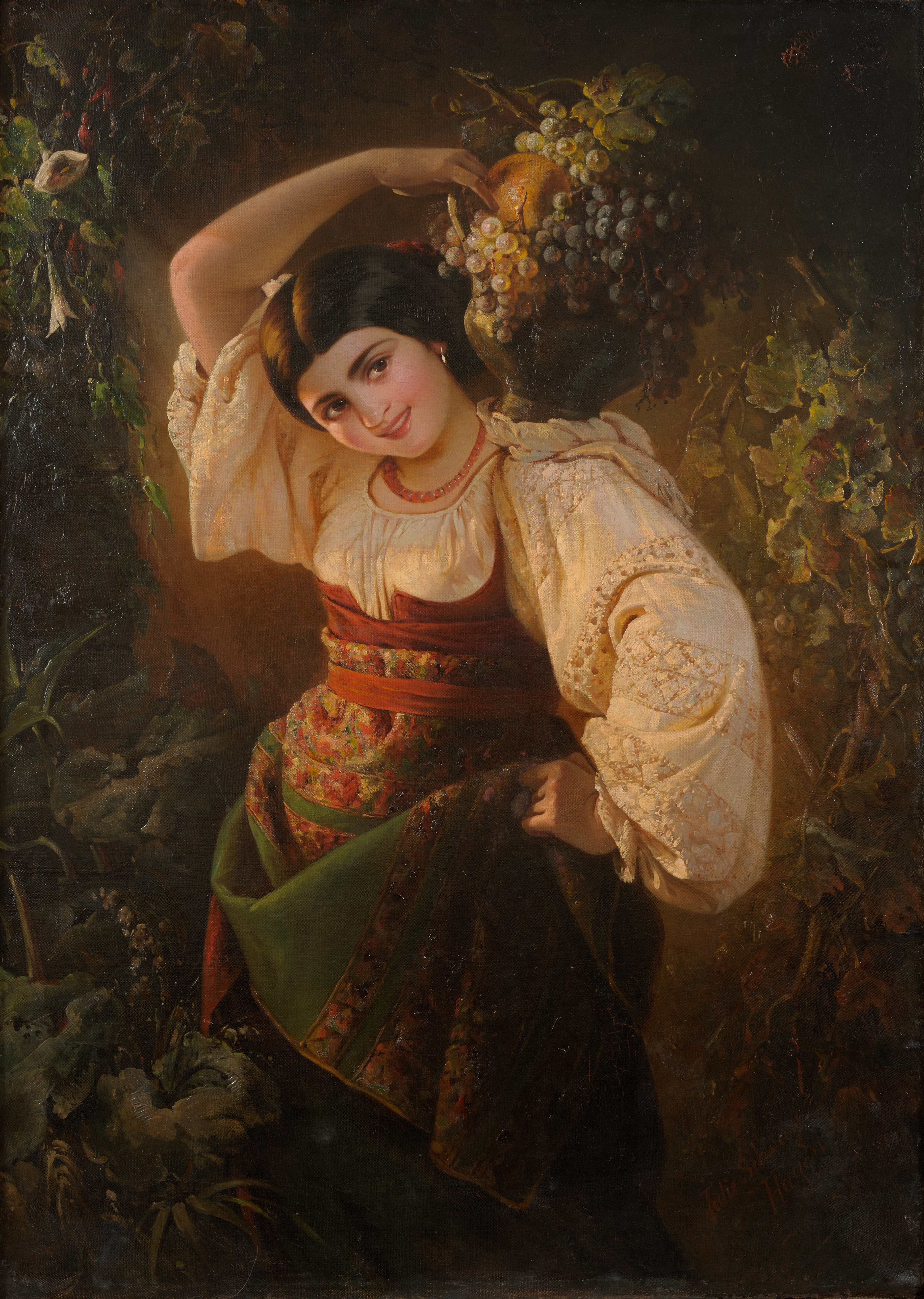
Julie Wilhelmine Hagen-Schwarz (1824‒1902), Femme italienne avec un vase, vers 1850.
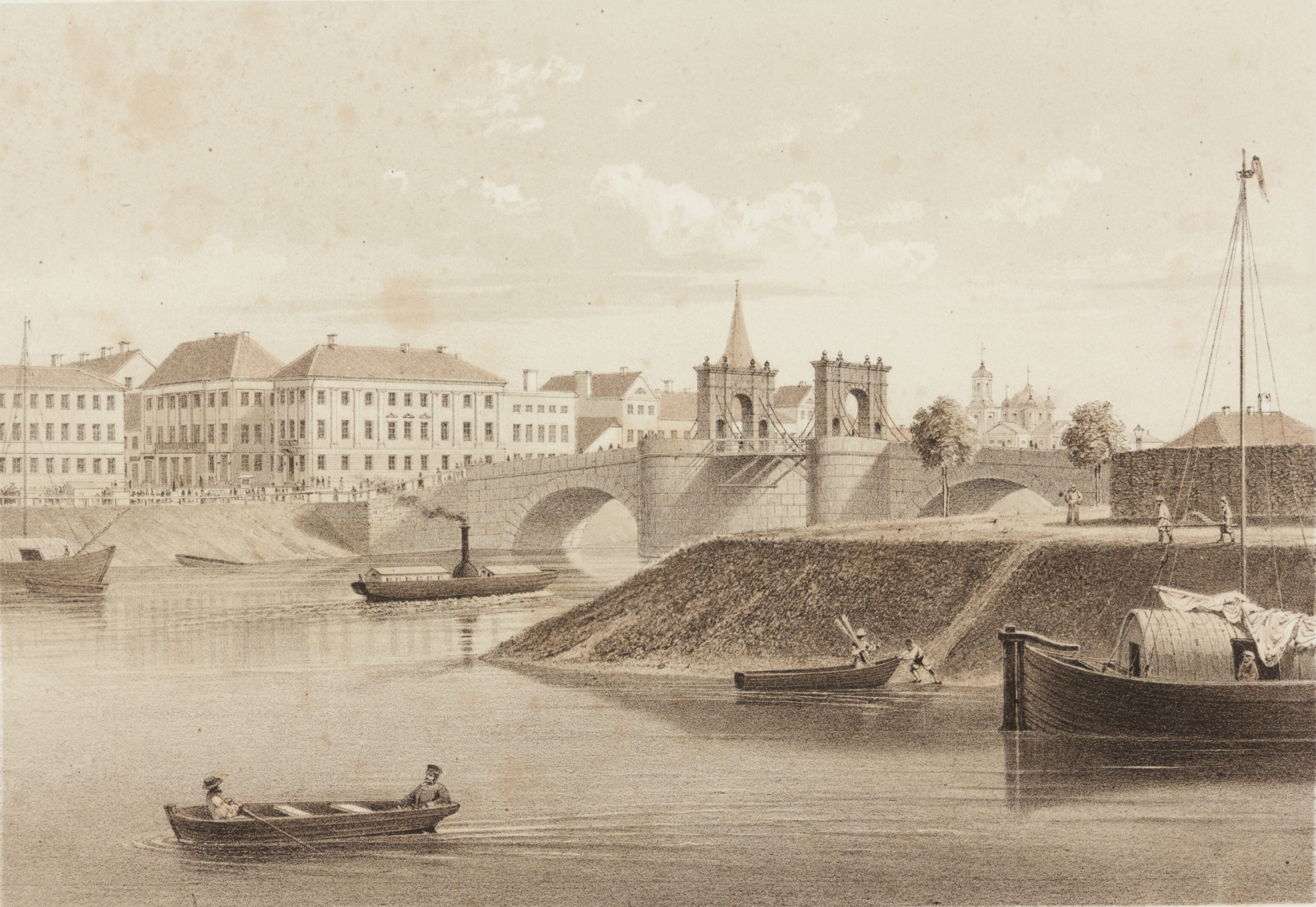
Louis Höflinger (1827‒v.1900), Pont de pierre. Lithographie, papier, 1860.
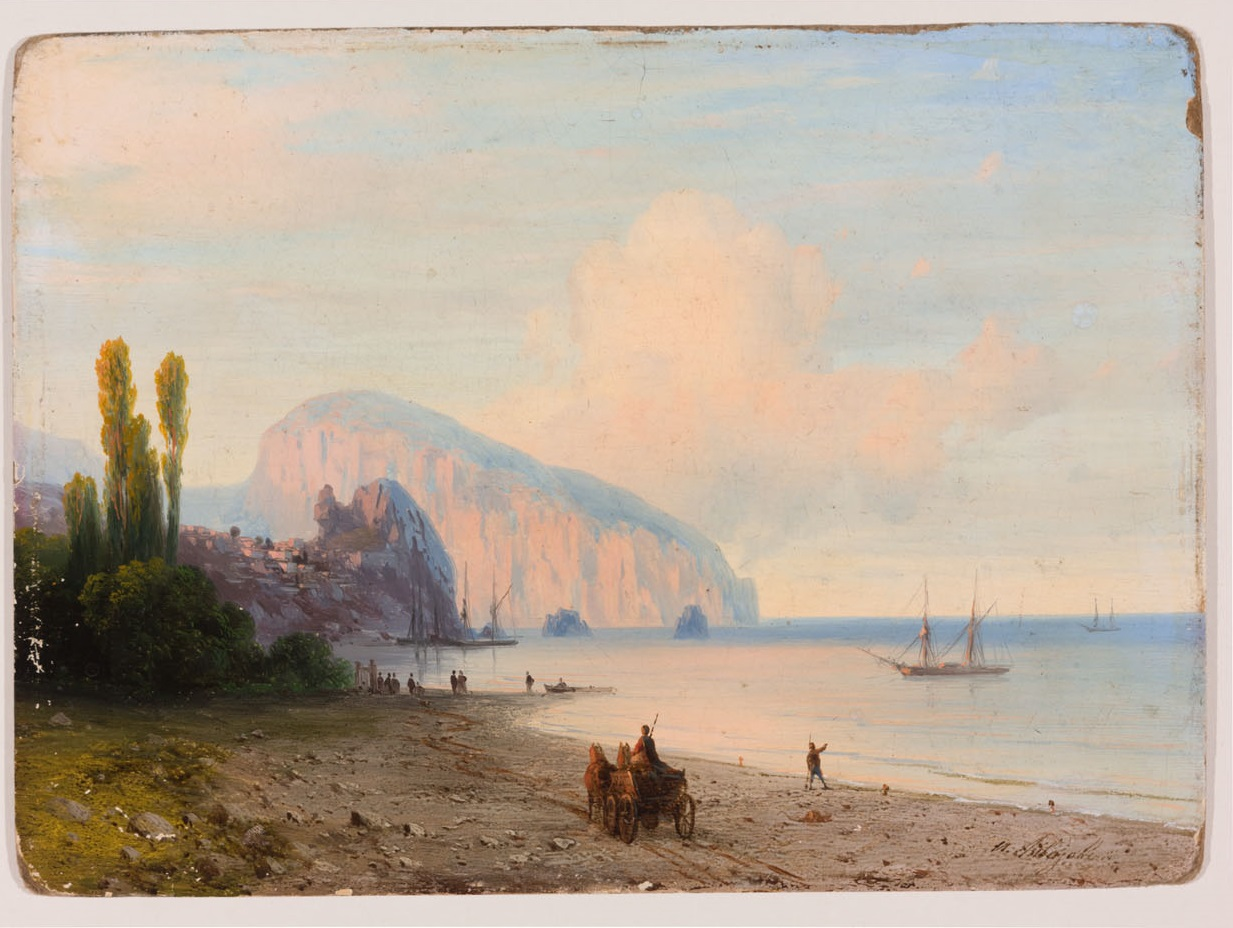
Ivan Aivazovsky (1818‒1900), Aiju-Dag, vers  1905. Toile, huile.
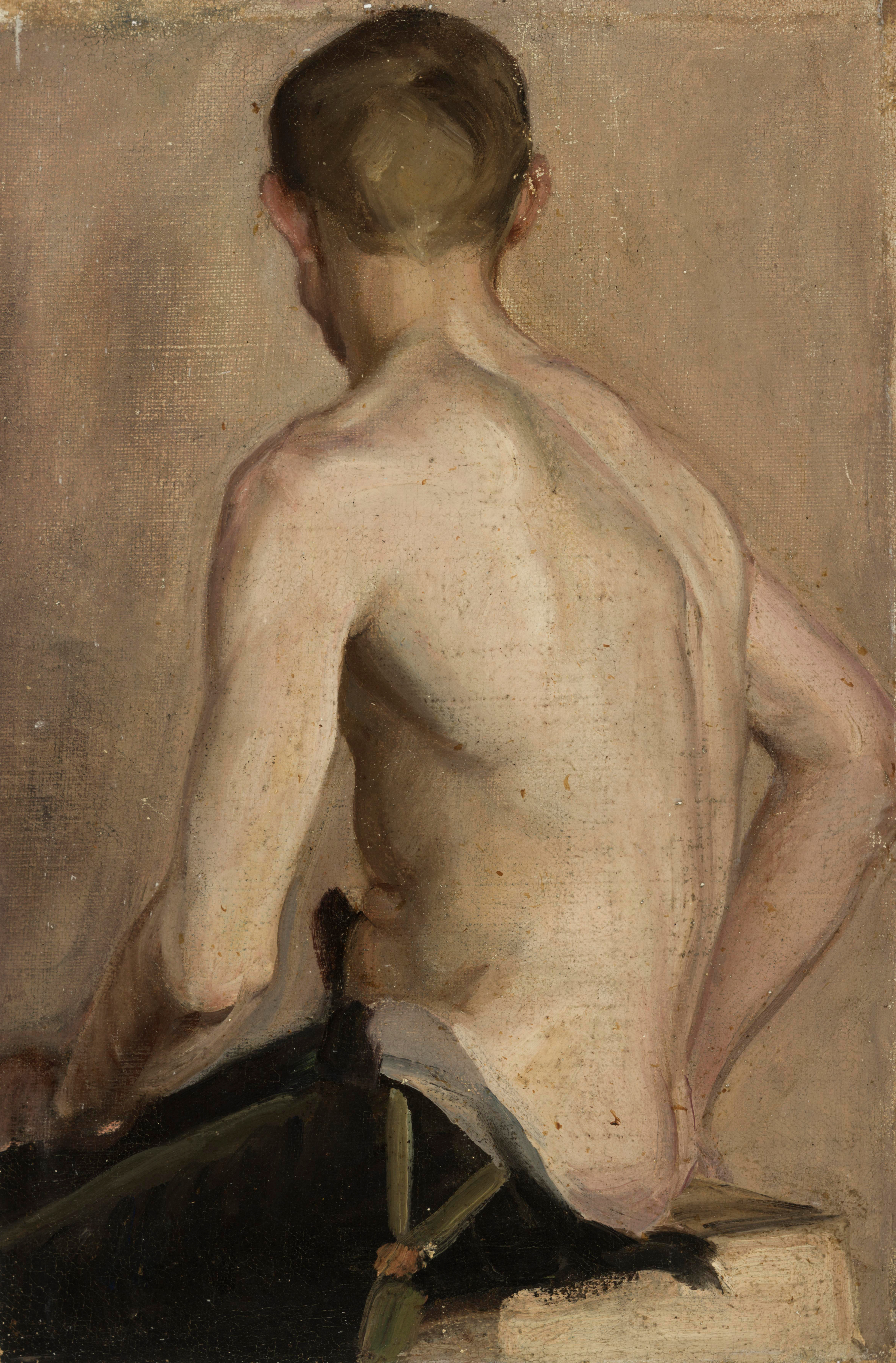
Nikolai Triik (1884‒1940), Nu masculin assis, vers 1905. Toile, huile.
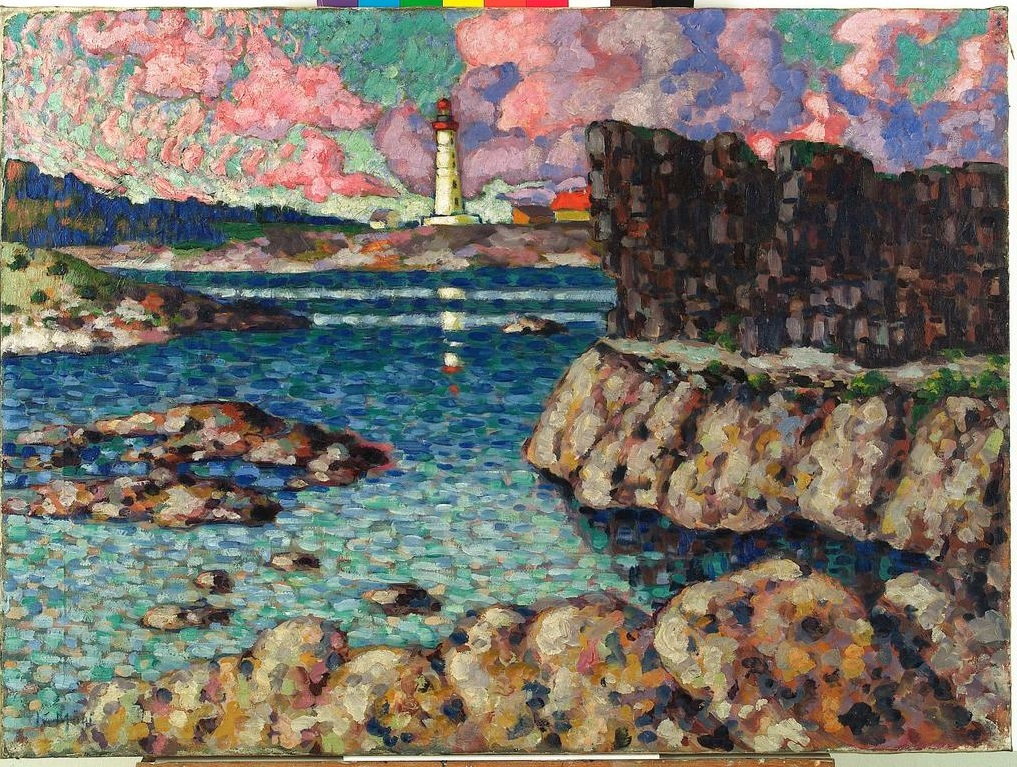
Konrad Mägi (1878–1925), Paysage de Vilsandi, 1913‒1914. Toile, huile.
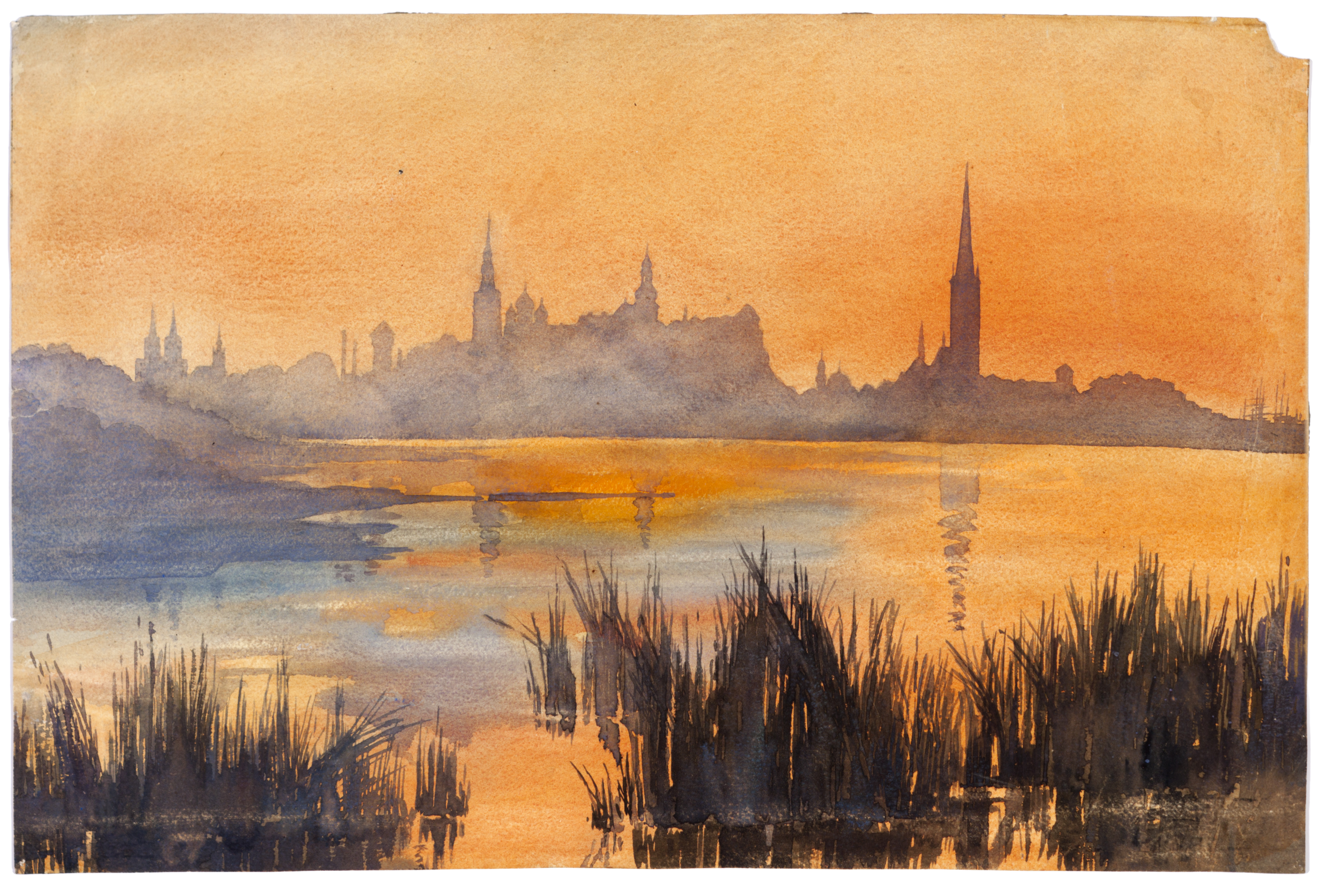
Lilly Walther (et) (1866‒1946), Vue de Tallin, 1913. Papier, aquarelle.
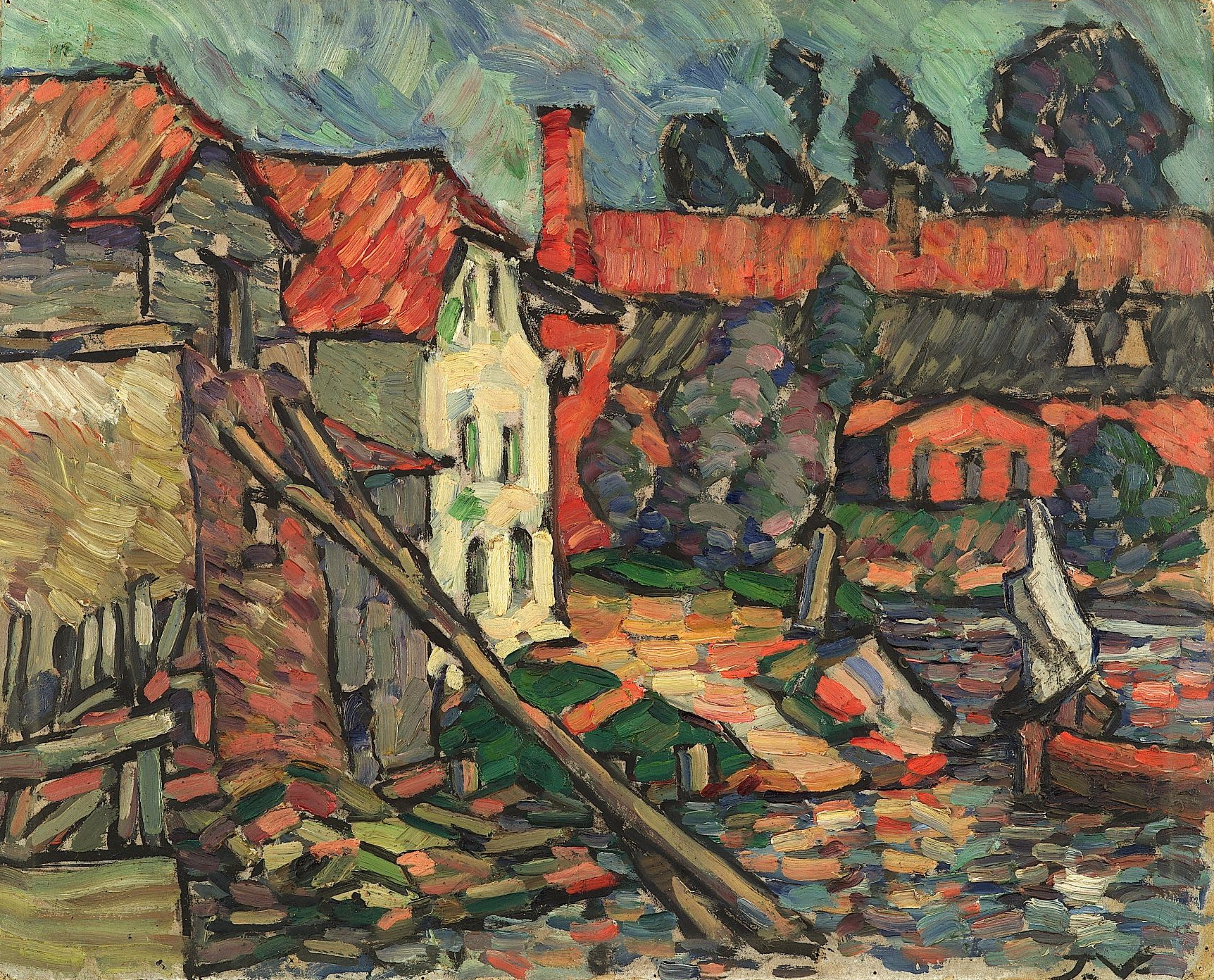
Jaan Vahtra (et) (1882–1947), Moulin de Räpina, 1913. Panneau, huile.
Aleksander Uurits (1888‒1918), Portrait d'une dame, 1917. Toile, huile.
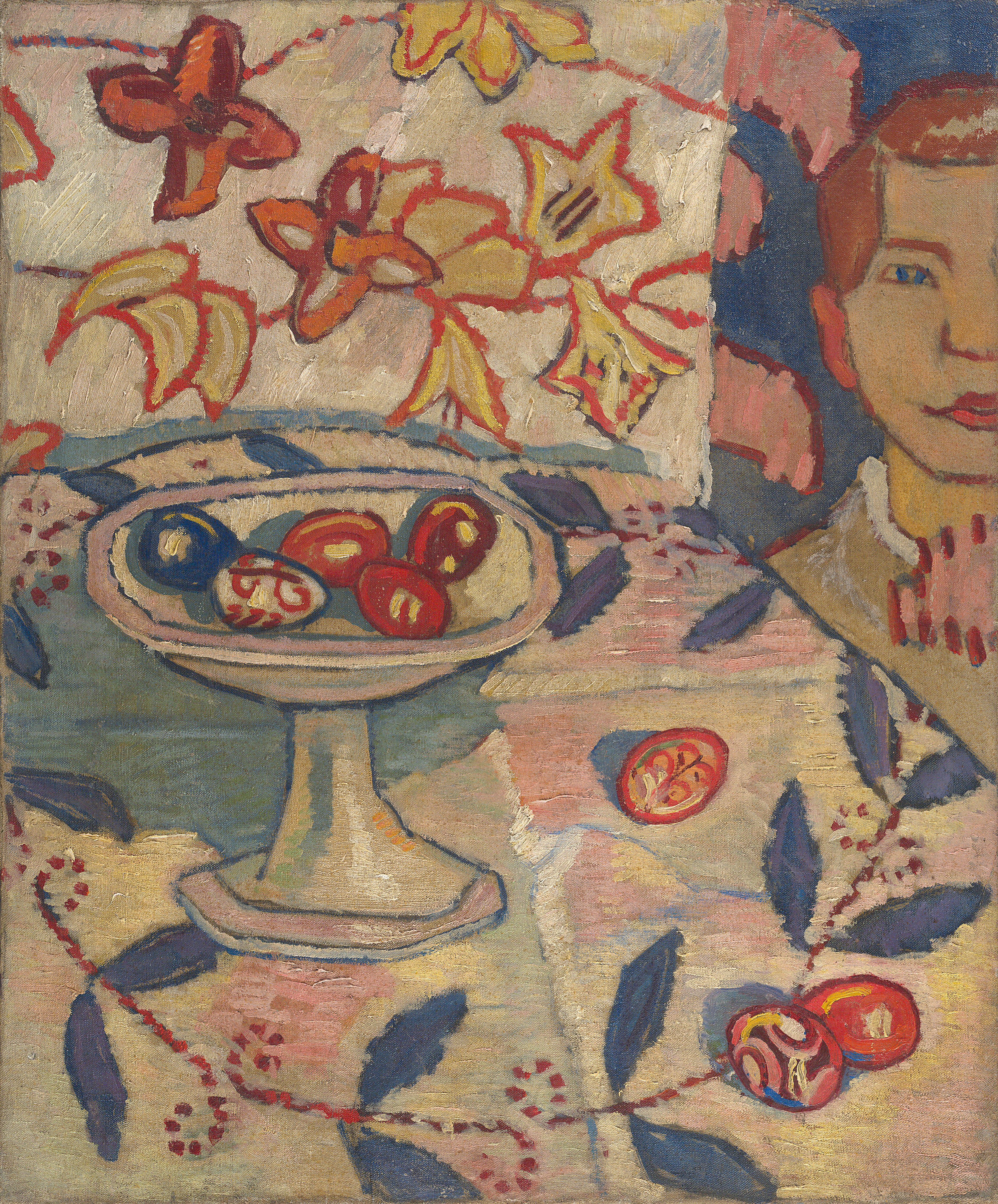
Villem Ormisson (et) (1892–1941), Nature morte aux œufs colorés, vers 1914‒1918. Toile, huile.
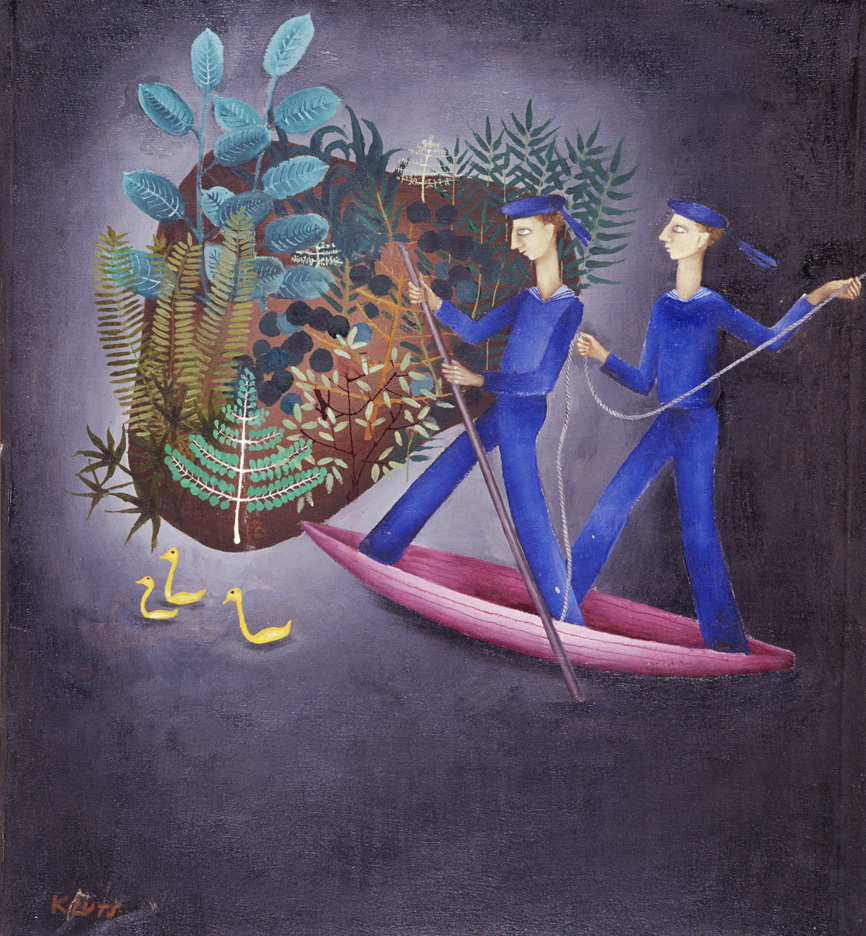
Karin Luts (1904–1993), Composition. Île du Bonheur, 1927. Toile, huile.
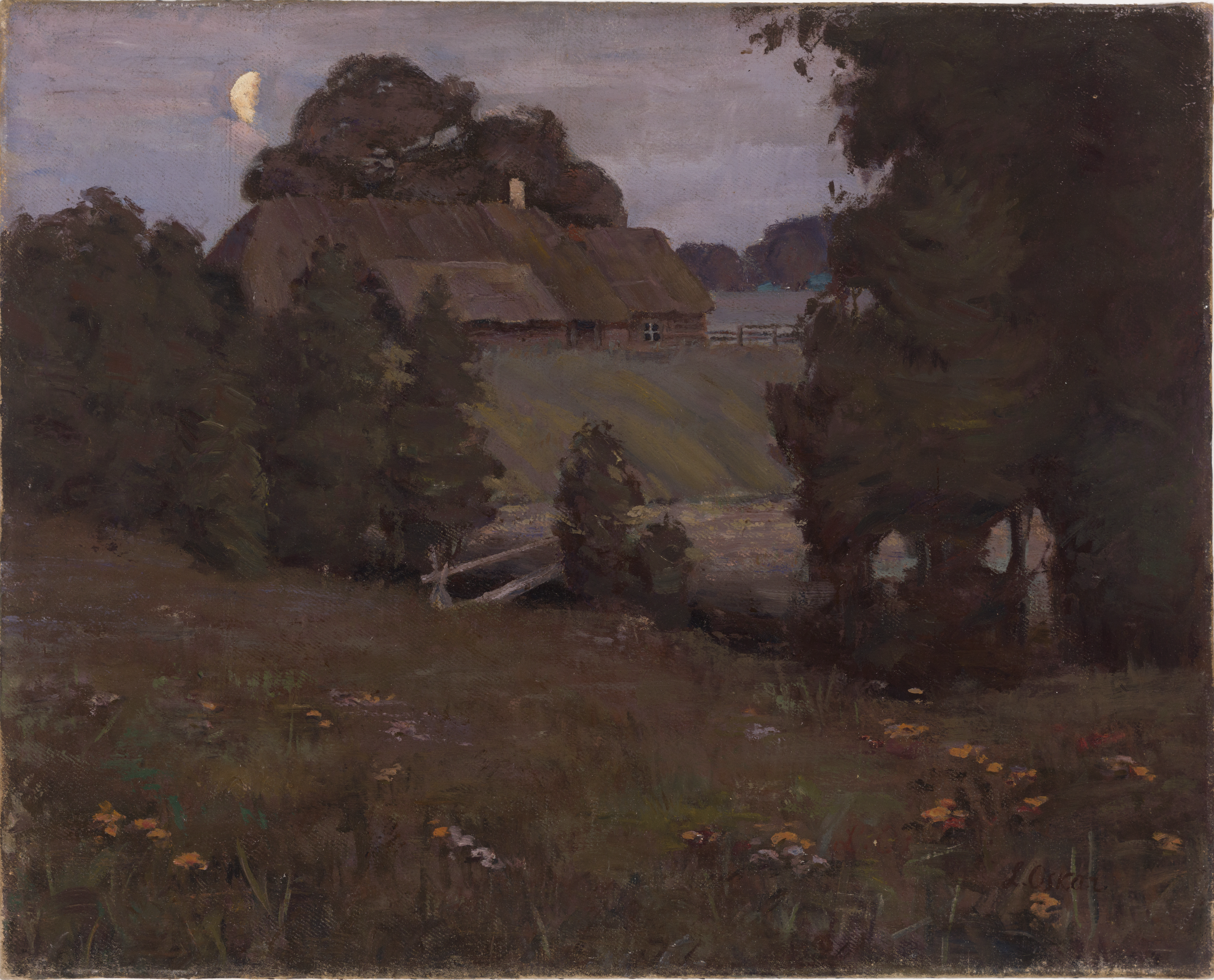
Ludvig Oskar (1874—1951), Paysage avec ferme et lune, vers 1930. Toile, huile.
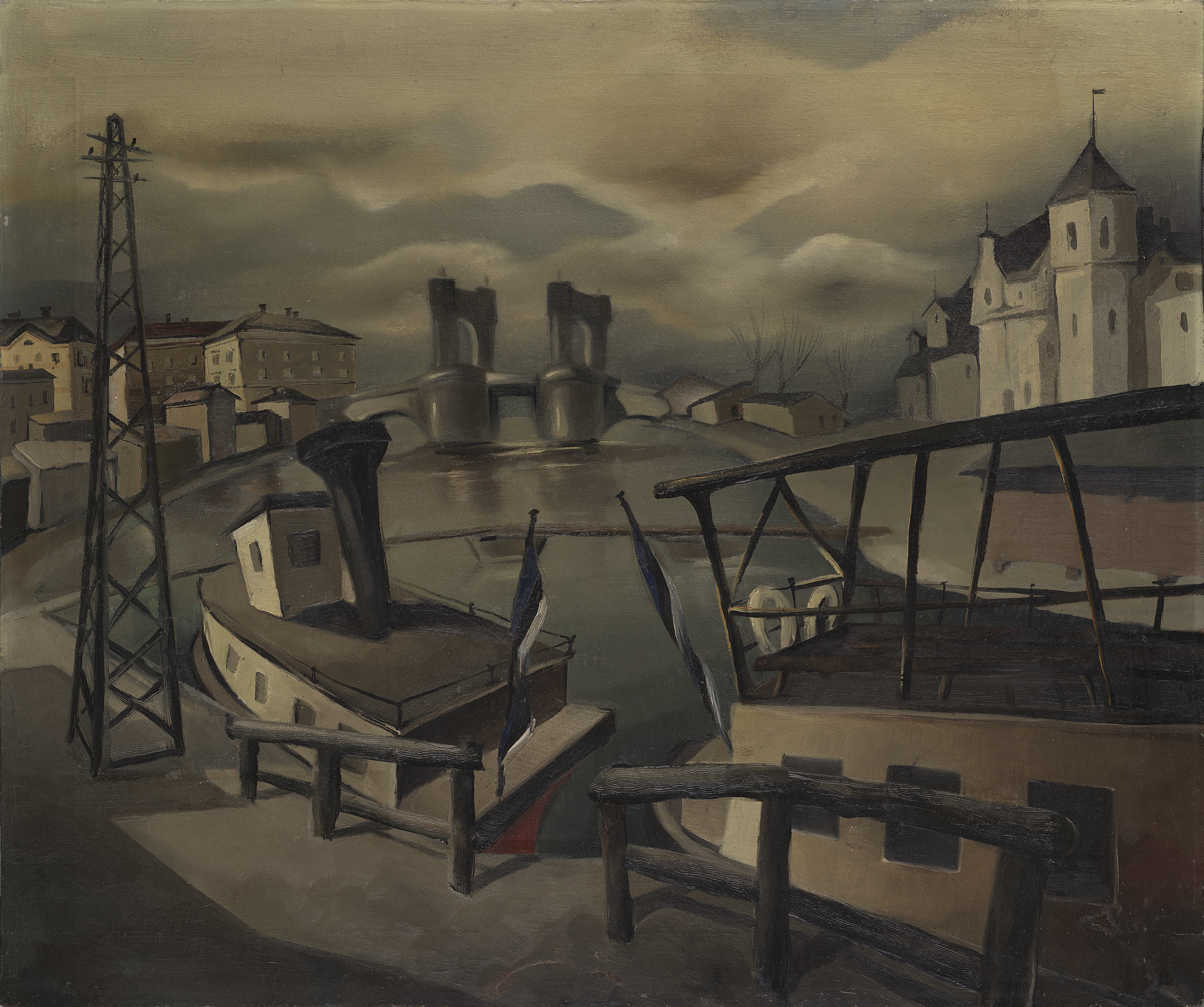
Hando Mugasto (1907–1937), Pont de pierre de Tartu, 1931. Toile, huile.
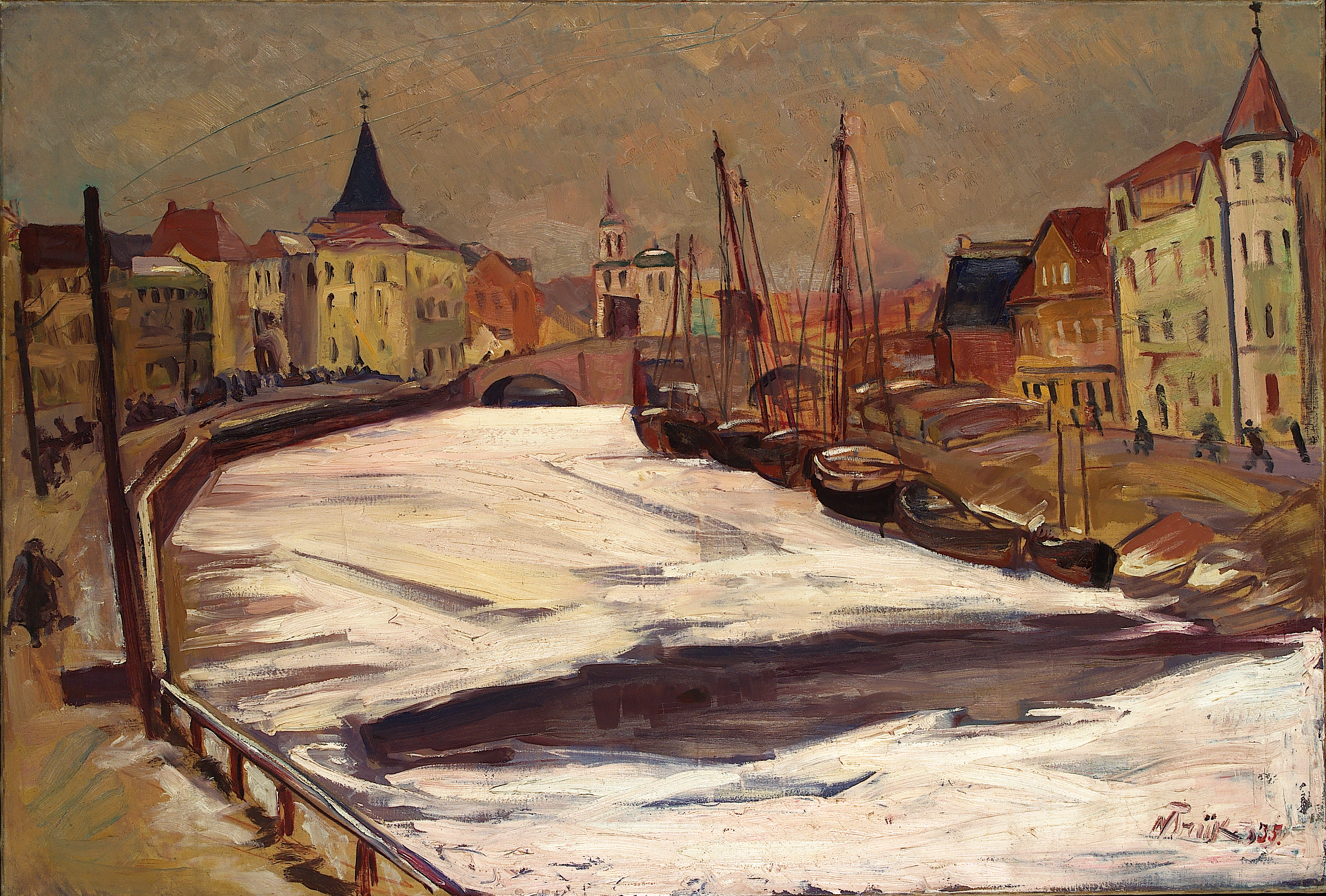
Nikolai Triik (1884‒1940), Hiver à Tartu sur la rivière Emajõgi, 1935. Toile, huile.
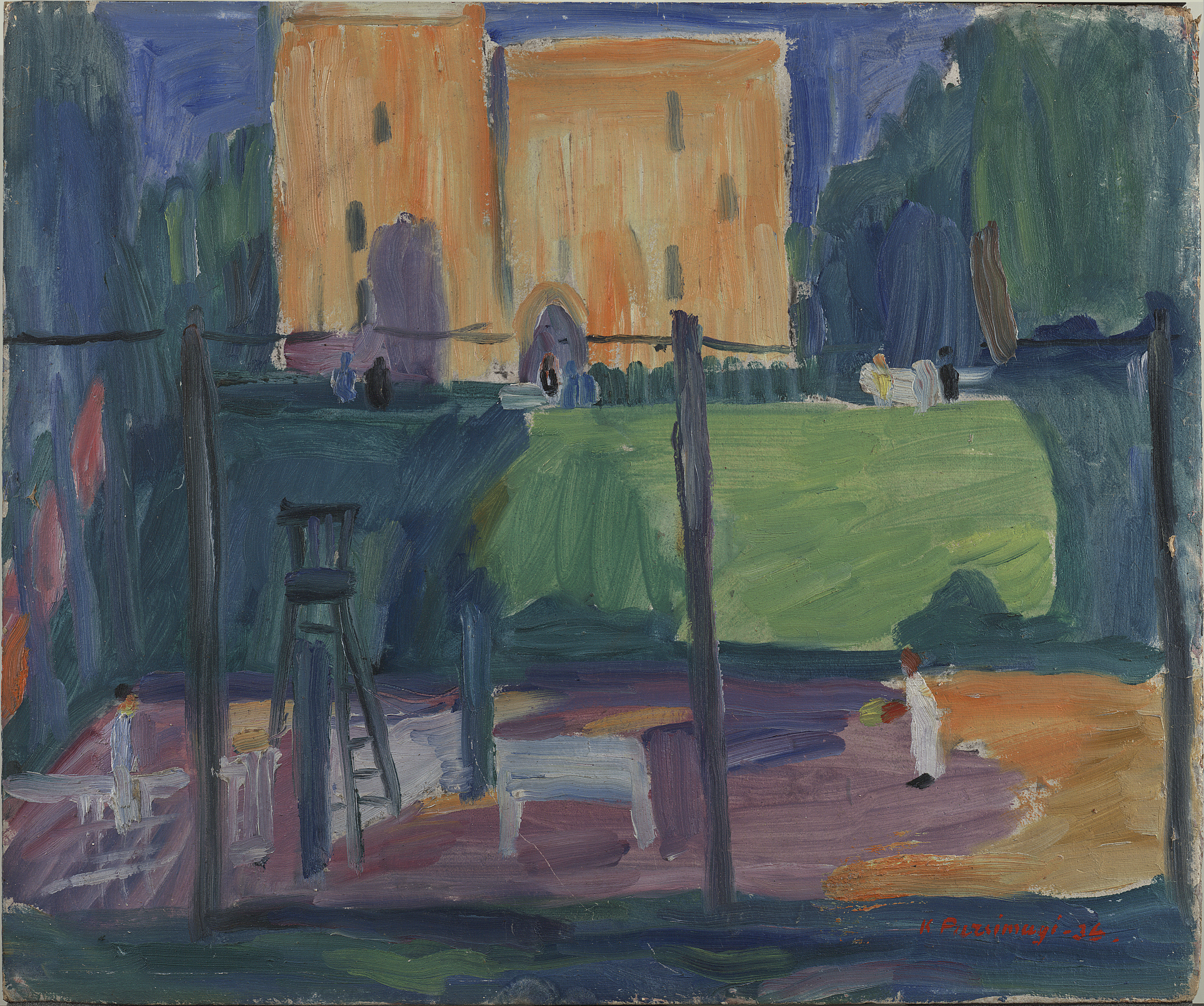
Karl Pärsimägi (1902–1942), Motif Toomemae, 1936. Carton, huile.
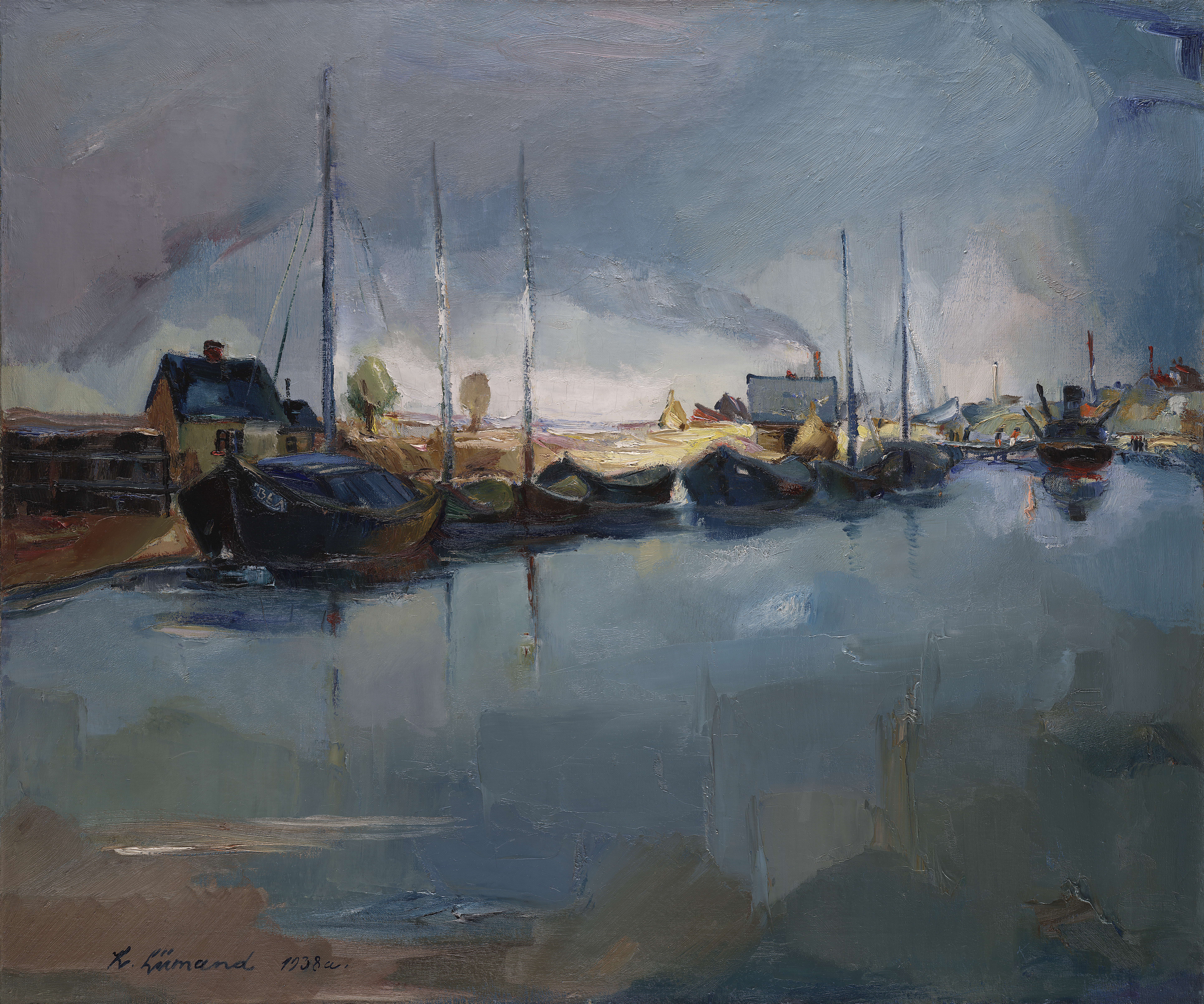
Kaarel Liimand (1906–1941), Bateaux fluviaux sur l'Emajõgi, 1938. Toile, huile.
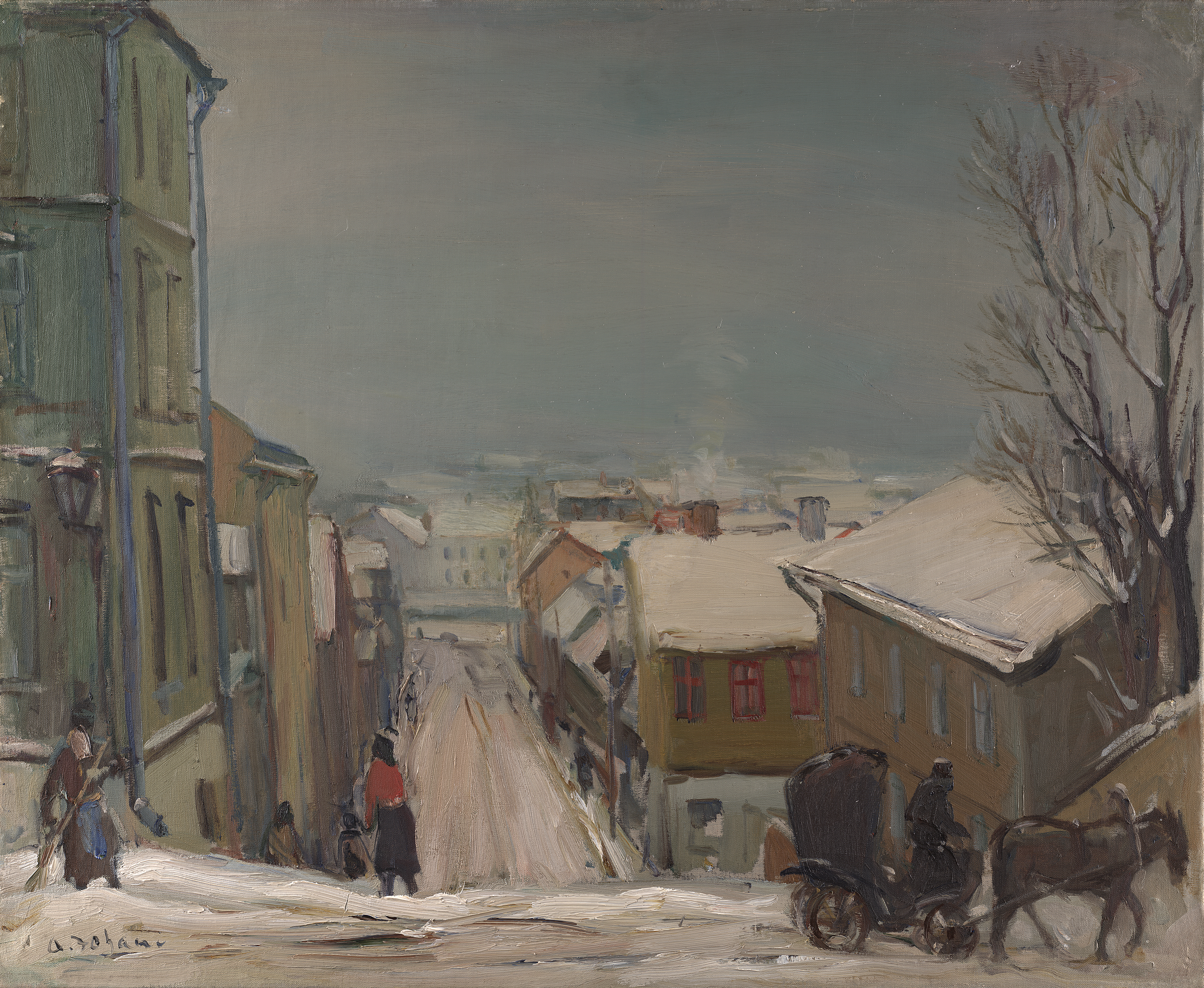
Andrus Johani  (1906–1941), Paysage d'hiver à Tartu, 1940. Toile, huile.
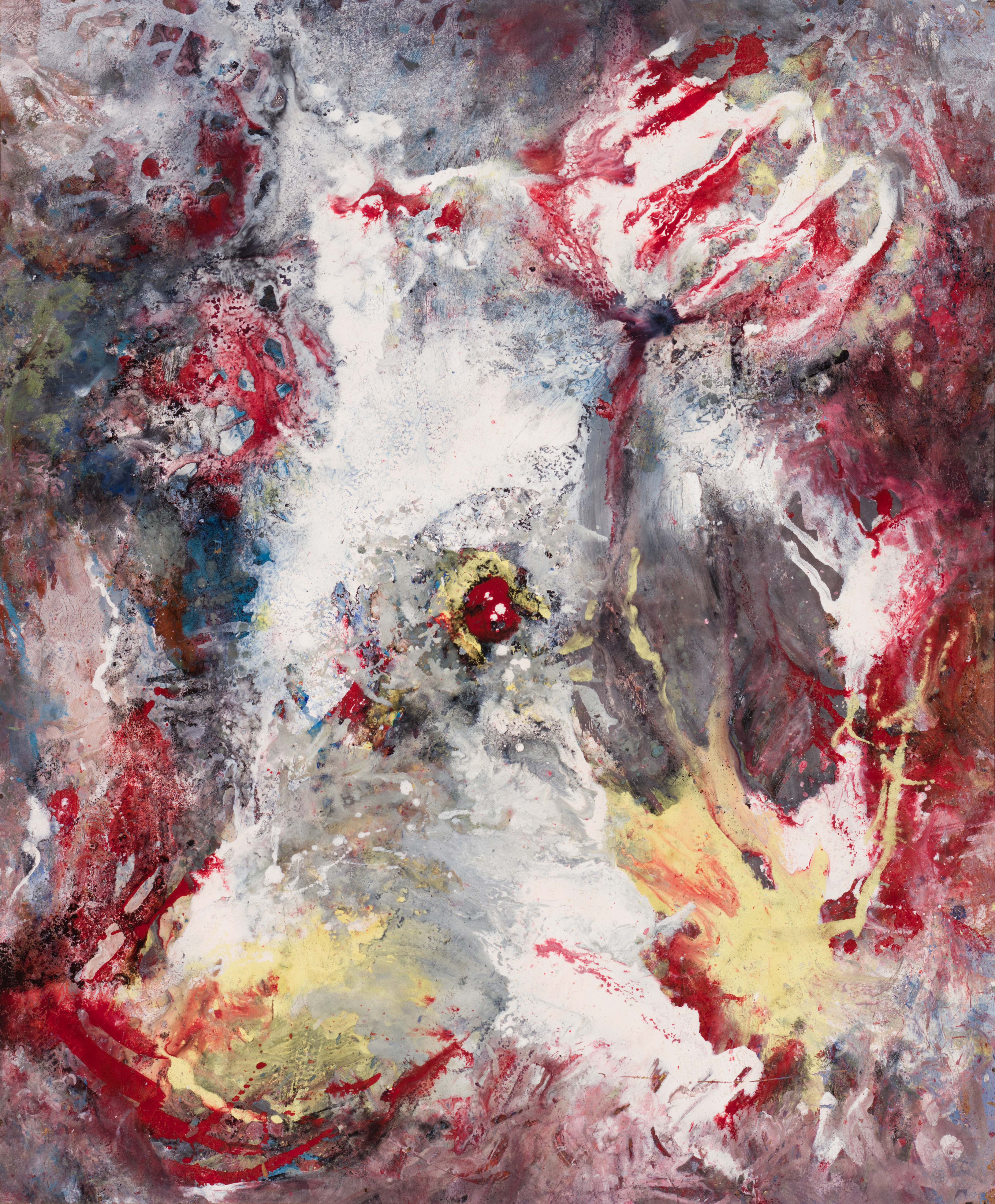
Lola Liivat (né en 1928), Printemps I, 1967. Carton, huile.
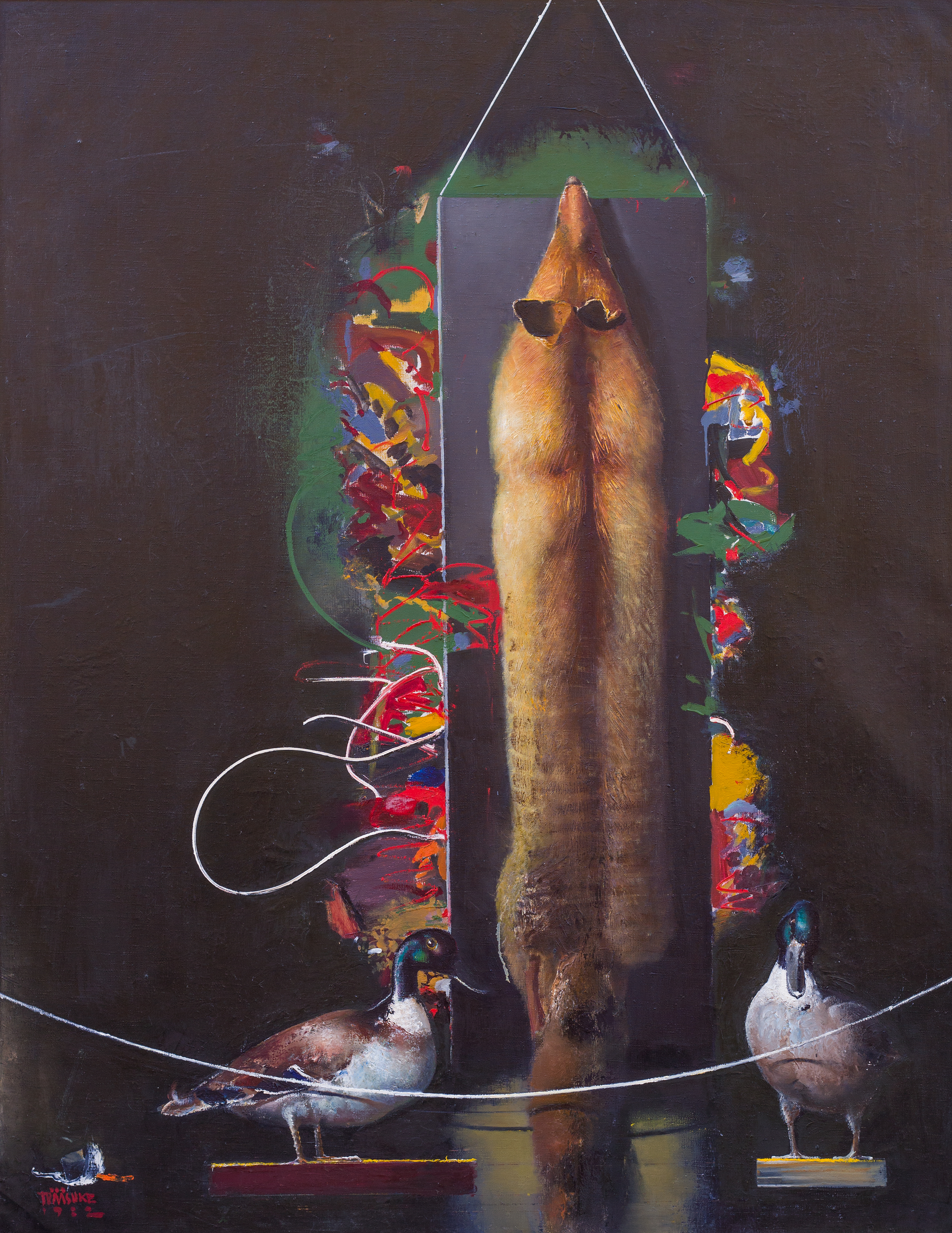
Tiit Pääsuke (né en 1941), Exposition, 1982. Toile, huile.
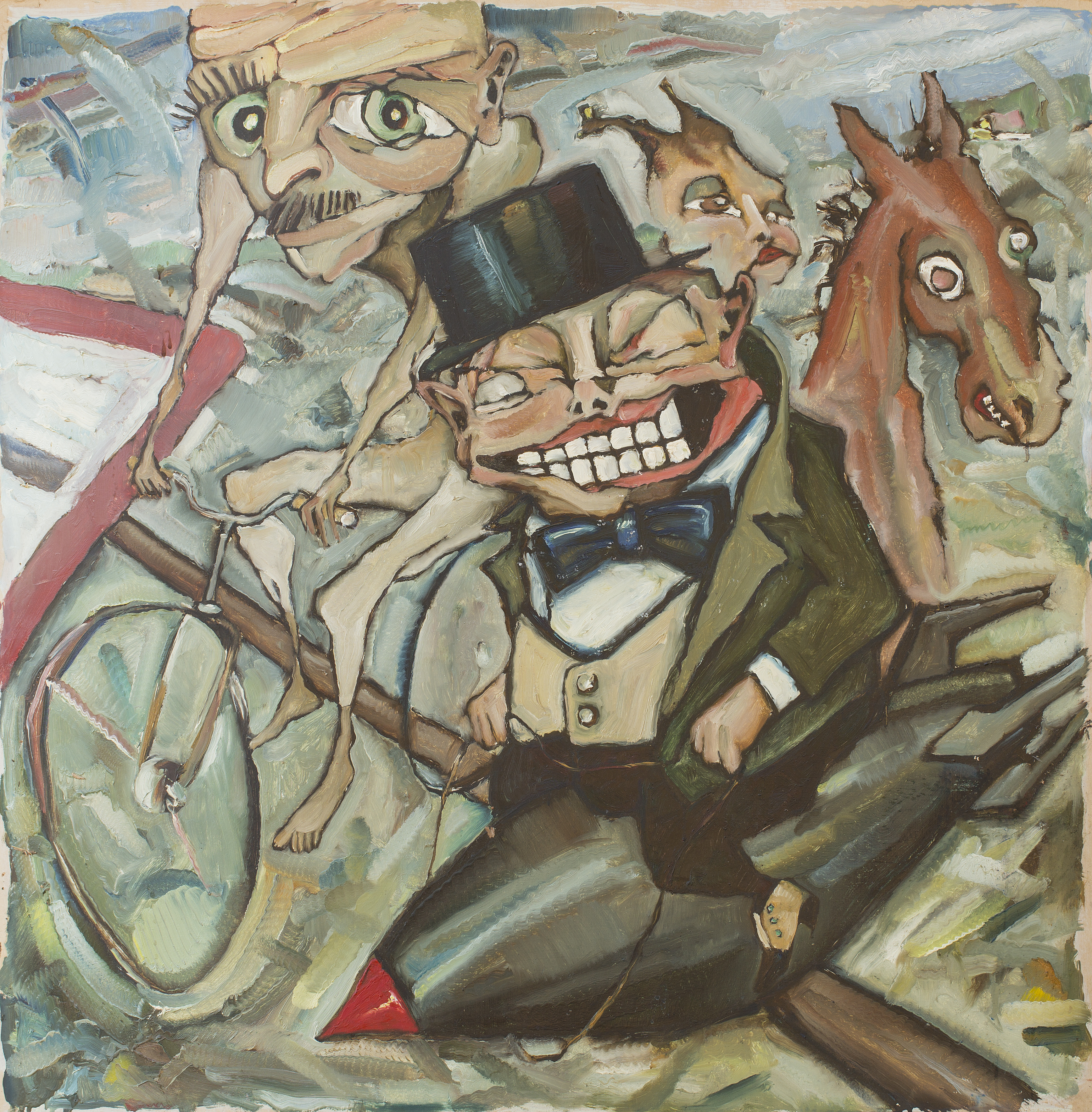
Peeter Allik (né en 1966), Économie politique, 1988. Toile, huile.
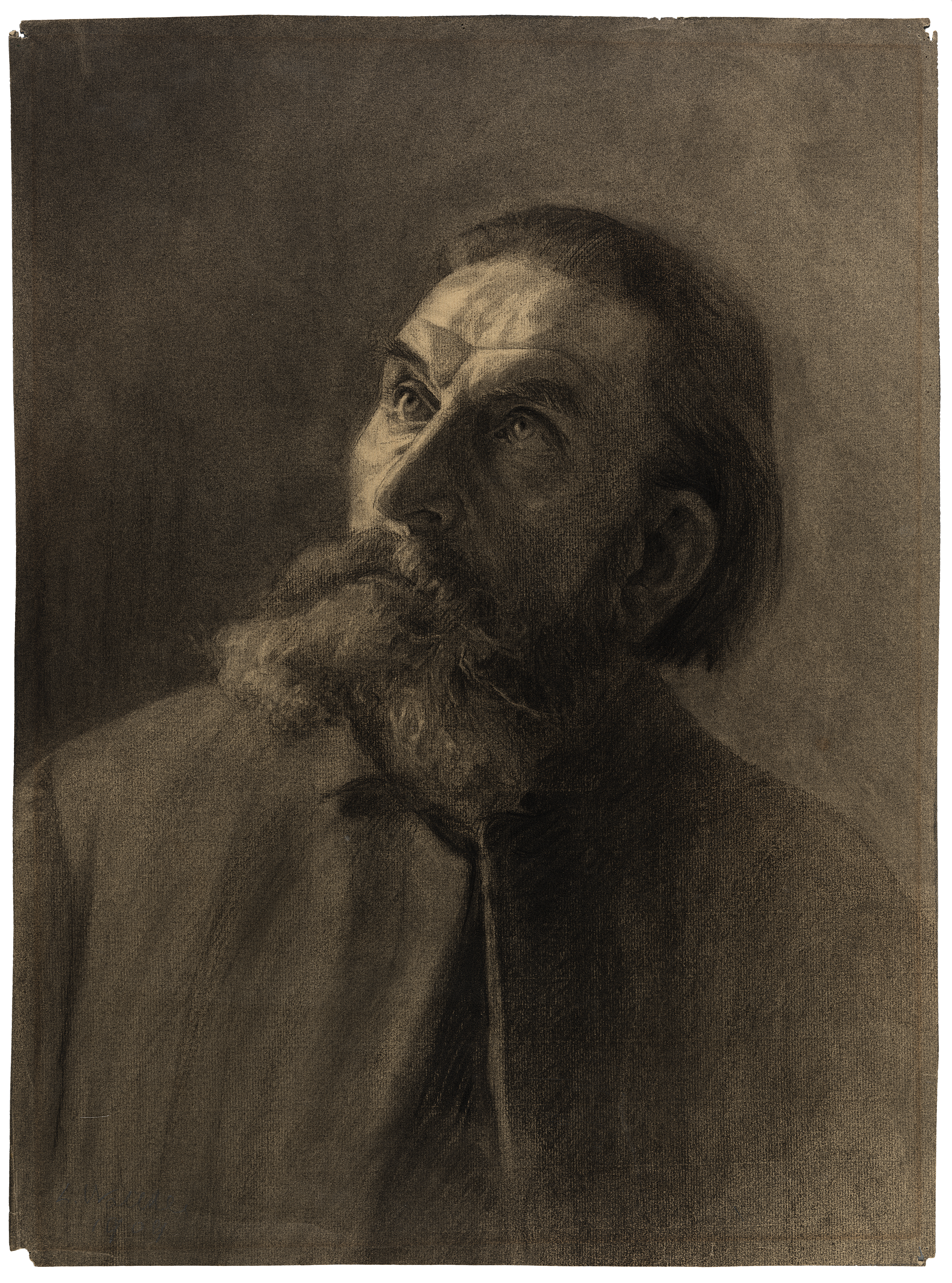
Lilly Walther (et) (1866‒1946), Portrait d'un homme, 1909. Papier, fusain.

## Dirigeants
Depuis 2013, le musée est géré par Rael Artel. Avant de devenir directrice du musée, celle-ci était conservatrice indépendante, travaillant sur les expositions internationales d'art contemporain à la fois en Estonie et à l'étranger. En tant que curateur invité, elle a collaboré au musée d'art Kumu à Tallinn ainsi qu’au musée d'art de Lodz en Pologne. Son mandat a été prolongé en 2016. 